# Emilio Constantino Guerrero
Emilio Constantino Guerrero est l'une des trois paroisses civiles de la municipalité de Jáuregui dans l'État de Táchira au Venezuela. Sa capitale est Pueblo Hondo.